# Lista gier wydanych na konsolę Atari 7800

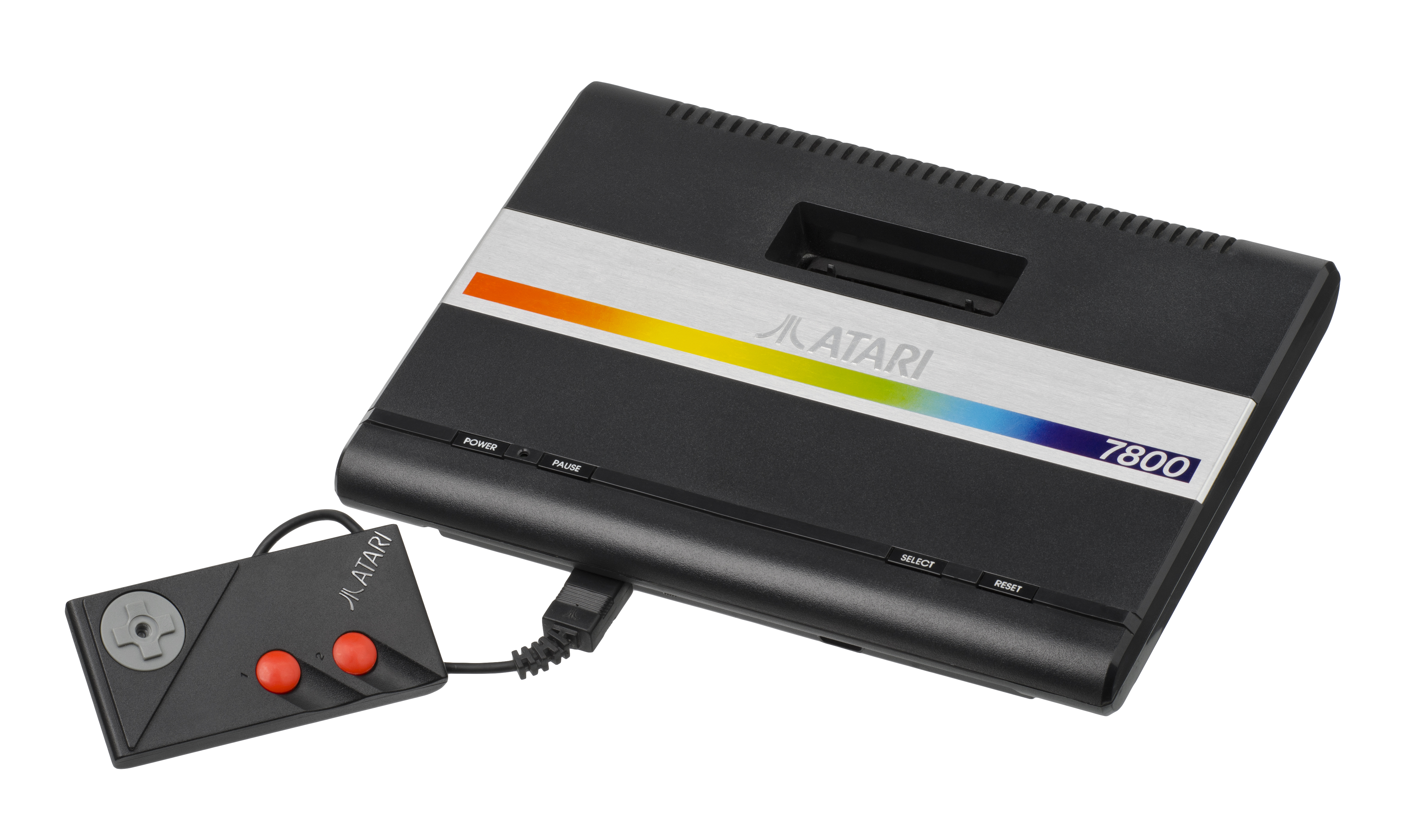
Atari 7800 wraz z kontrolerem

Lista gier wydanych na konsolę Atari 7800 – zawiera wszystkie gry wydane na tę konsolę. W sumie znajduje się na niej 86 tytułów.

## Lista gier
| Tytuł                              | Producent                       | Wydawca    | Data Wydania |
| ---------------------------------- | ------------------------------- | ---------- | ------------ |
| 32 in 1                            | Atari                           | Atari      | 1988         |
| Ace of Aces                        | Accolade                        | Atari      | 1988         |
| Alien Brigade                      | Atari                           | Atari      | 1990         |
| Armor Attack II                    | Robert DeCrescenzo              | AtariAge   | 2013         |
| Asteroids                          | Atari                           | Atari      | 1987         |
| Asteroids Deluxe                   | Atari                           | AtariAge   | 2007         |
| Astro Blaster                      | Robert DeCrescenzo              | AtariAge   | 2014         |
| Ballblazer                         | Lucasfilm                       | Atari      | 1987         |
| Barnyard Blaster                   | Atari                           | Atari      | 1988         |
| Basketbrawl                        | Atari                           | Atari      | 1990         |
| Beef Drop                          | Ken Siders                      | AtariAge   | 2006         |
| B*nQ                               | Ken Siders                      | AtariAge   | 2007         |
| Centipede                          | Atari                           | Atari      | 1987         |
| Choplifter!                        | Brøderbund                      | Atari      | 1987         |
| Combat 1990                        | Harry Dodgson                   | Video 61   | 2005         |
| Commando                           | Data East                       | Atari      | 1989         |
| Crack'ed                           | Robert Neve                     | Atari      | 1988         |
| Crazy Brix                         | Robert DeCrescenzo              | AtariAge   | 2011         |
| Crazy Otto                         | Robert DeCrescenzo              | AtariAge   | 2013         |
| Crossbow                           | Exidy                           | Atari      | 1988         |
| Dark Chambers                      | John Palevich                   | Atari      | 1988         |
| Desert Falcon                      | Atari                           | Atari      | 1987         |
| Dig Dug                            | Namco                           | Atari      | 1987         |
| Donkey Kong                        | Nintendo                        | Atari      | 1988         |
| Donkey Kong Junior                 | Nintendo                        | Atari      | 1988         |
| Double Dragon                      | Technōs Japan                   | Activision | 1989         |
| F-18 Hornet                        | John Van Ryzin                  | Absolute   | 1988         |
| FailSafe                           | Robert DeCrescenzo              | AtariAge   | 2010         |
| Fatal Run                          | Atari                           | Atari      | 1990         |
| Fight Night                        | Accolade                        | Atari      | 1988         |
| Food Fight                         | Atari                           | Atari      | 1987         |
| Frenzy                             | Robert DeCrescenzo              | AtariAge   | 2013         |
| Galaga                             | Namco                           | Atari      | 1987         |
| Hangly-Man                         | Nittoh                          | PacManPlus | 2005         |
| Hat Trick                          | Bally Sente                     | Atari      | 1987         |
| Ikari Warriors                     | Atari                           | Atari      | 1991         |
| Impossible Mission                 | Epyx                            | Atari      | 1987         |
| Jinks                              | Softgold                        | Atari      | 1989         |
| Joust                              | Williams Electronics            | Atari      | 1987         |
| Jr. Pac-Man                        | PacManPlus                      | AtariAge   | 2009         |
| K.C. Munchkin                      | Robert DeCrescenzo              | AtariAge   | 2014         |
| Karateka                           | Brøderbund                      | Atari      | 1988         |
| Klax                               | David Dentt Mark Stephen Pierce | AtariAge   | 2002         |
| Kung-Fu Master                     | Data East Irem                  | Absolute   | 1989         |
| Mario Bros.                        | Nintendo                        | Atari      | 1988         |
| Mat Mania Challenge                | Atari                           | Atari      | 1990         |
| Mean 18 Ultimate Golf              | Accolade                        | Atari      | 1989         |
| Meltdown                           | Atari                           | Atari      | 1990         |
| Meteor Shower                      | Robert DeCrescenzo              | AtariAge   | 2011         |
| Midnight Mutants                   | Atari                           | Atari      | 1990         |
| Moon Cresta                        | Robert DeCrescenzo              | AtariAge   | 2011         |
| Motor Psycho                       | Atari                           | Atari      | 1990         |
| Ms. Pac-Attack                     | Two-Bit Score                   | PacManPlus | 2005         |
| Ms. Pac-Man                        | Namco                           | Atari      | 1987         |
| Ninja Golf                         | Atari                           | Atari      | 1990         |
| One-On-One Basketball              | Electronic Arts                 | Atari      | 1987         |
| Pac-Man                            | PacManPlus                      | PacManPlus | 2005         |
| Pac-Man Collection                 | PacManPlus                      | AtariAge   | 2006         |
| Pac-Man Plus                       | PacManPlus                      | PacManPlus | 2005         |
| Pac-Pollux                         | Atari                           | Gambler172 | 2006         |
| Pete Rose Baseball                 | Alex DeMeo                      | Absolute   | 1989         |
| Planet Smashers                    | Atari                           | Atari      | 1989         |
| Pole Position II                   | Namco                           | Atari      | 1986         |
| Rampage                            | Bally Midway                    | Activision | 1988         |
| Realsports Baseball                | Atari                           | Atari      | 1988         |
| Rip-Off                            | Robert DeCrescenzo              | AtariAge   | 2012         |
| Robotron: 2084                     | Williams Electronics            | Atari      | 1987         |
| Santa Simon                        | Matthias Luedtke                | AtariAge   | 2006         |
| Scramble                           | Robert DeCrescenzo              | AtariAge   | 2012         |
| Scrapyard Dog                      | Atari                           | Atari      | 1990         |
| Sentinel                           | Atari                           | Atari      | 1991         |
| Space Duel                         | Atari                           | AtariAge   | 2007         |
| Space Invaders                     | Taito                           | AtariAge   | 2008         |
| Summer Game]                       | Epyx                            | Atari      | 1987         |
| Super Huey                         | Cosmi Corporation               | Atari      | 1988         |
| Super Pac-Man                      | Namco                           | PacManPlus | 2008         |
| Super Skateboardin'                | Absolute                        | Absolute   | 1988         |
| Tank Command                       | Froggo                          | Froggo     | 1988         |
| Title Match Pro Wrestling          | Absolute                        | Absolute   | 1989         |
| Tomcat: The F-14 Fighter Simulator | Dan Kitchen                     | Absolute   | 1989         |
| Touchdown Football                 | Electronic Arts                 | Atari      | 1988         |
| Tower Toppler                      | U.S. Gold                       | Atari      | 1988         |
| Wasp!                              | Mark Ball                       | AtariAge   | 2009         |
| Water Ski                          | Froggo                          | Froggo     | 1988         |
| Winter Games                       | Epyx                            | Atari      | 1987         |
| Worm!                              | Mark Ball                       | AtariAge   | 2010         |
| Xenophobe                          | Bally Midway                    | Atari      | 1989         |
| Xevious                            | Namco                           | Atari      | 1988         |